# The Tenth Muse Lately Sprung Up in America

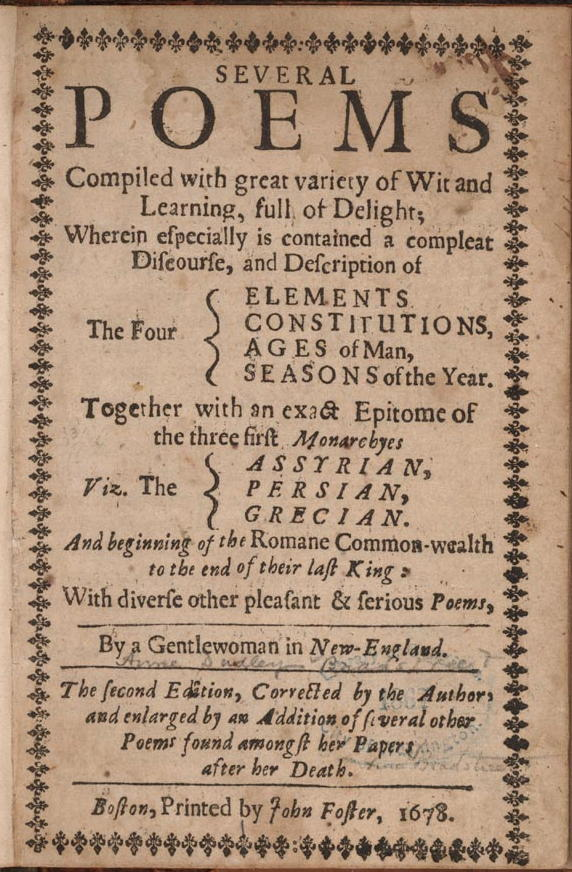
Pequeña página de la segunda edición de los poemas de Anne Bradstreet.

The Tenth Muse, lately Sprung up in America  (La Décima Musa, surgida recientemente en Estados Unidos) es un libro de poesía de Anne Bradstreet publicado en 1650 en Londres, Inglaterra. Fue la única obra de Bradstreet publicada durante su vida. El libro fue publicado, supuestamente sin el conocimiento de Bradstreet, por el Reverendo John Woodbridge, su cuñado, quien había llevado el manuscrito a Londres. Bradstreet se vio obligada a fingir que desconocía de la publicación para no sufrir críticas por parte de la comunidad puritana. [cita requerida] Bradstreet escribió el poema "The Author to Her Book" (La Autora a su Libro) en 1666, cuando se contemplaba una segunda edición del libro.
"Four Monarchies" (Las Cuatro Monarquías) es considerado por algunos críticos como una obra épica.

## Crítica
Muchos críticos creen que Bradstreet fue una mujer que desafiaba los límites impuestos por su religión. Afortunadamente, Anne Bradstreet no sufrió de consecuencias negativas como Anne Hutchinson, quien también fue una escritora puritana de la época. Otros escritores como Ann Stanford y Samuel Eliot Morison también han criticado la obra. Stanford percibió la segunda edición de la poesía como un medio a través del cual Bradstreet se demostraba en contra de la sociedad puritana, y que debería haber sido etiquetada como "rebelde" e "independiente". Por otro lado, Morison elogió a Bradstreet por ser una de los mejores poetas de su época.